# Hende Csaba
Hende Csaba (Szombathely, 1960. február 5. –) magyar jogász, ügyvéd, politikus. 1998 és 2002 között az Igazságügyi Minisztérium politikai államtitkára, majd 2005-ig az Orbán Viktor által életre hívott polgári körök koordinátora. 2002-től 2025-ig országgyűlési képviselő, 2005 és 2010 között az Országgyűlés jegyzője. 2010-től 2015-ig a második és a harmadik Orbán-kormány honvédelmi minisztere. 2017-től 2025-ig az Országgyűlés törvényalkotásért felelős alelnöke.

## Életpályája
1978-ban érettségizett a szombathelyi Nagy Lajos Gimnáziumban, majd a sorkatonai szolgálat teljesítése után (tartalékos szakaszvezetőként szerelt le) az Eötvös Loránd Tudományegyetem Állam- és Jogtudományi Karán kezdte meg egyetemi tanulmányait. Itt szerzett diplomát 1984-ben, ezután szülővárosában helyezkedett el ügyvédjelöltként, majd 1987-ben letette jogi szakvizsgáját is. Ezt követően 1991-ig ügyvédként dolgozott, amikor a Honvédelmi Minisztérium parlamenti titkára lett. Később jogi főosztályvezetőként és kabinettitkárként is dolgozott, 1994-ig. A kormányváltást követően, 1998-ig ismét ügyvédként dolgozott.

### Közéleti pályafutása
1998-ban Dávid Ibolya akkori igazságügy-miniszter politikai államtitkára lett, tisztségét 2002-ig töltötte be. Ezután Orbán Viktor kabinetfőnöke, több évig a Szövetség a Nemzetért Alapítvány kuratóriumának elnöke, emellett 2002 és 2005 között a polgári körök mozgalom koordinátora volt.
1988-ban lépett be a Magyar Demokrata Fórumba, 1991-ben az országos választmány tagja, 1996-ban az országos elnökség tagja lett. 1993 és 1996 között a párt etikai biztosaként tevékenykedett. 2000-től alelnöke, majd 2001 és 2002 között általános alelnöke volt. 2004-ben kilépett a pártból, majd pár hónappal később a Fidesz – Magyar Polgári Szövetség tagja lett. A 2002-es országgyűlési választáson a Fidesz és az MDF közös országos listájáról szerzett mandátumot. A környezetvédelmi bizottságnak lett tagja, itt 2005-ig dolgozott, emellett 2002–2004-ben az ügyrendi bizottság, illetve 2004–2006-ban a honvédelmi bizottság tagja volt. 2004-ben kilépett az MDF-frakcióból, majd a kötelező hat hónapos független képviselői munka után belépett a Fidesz-frakcióba.
A 2006-os országgyűlési választáson Vas megye 2. számú egyéni választókerületében (Szombathely 2.) szerzett mandátumot. A 2010-ig tartó ciklusban a mentelmi, összeférhetetlenségi és mandátumvizsgáló bizottságban dolgozott 2009-ig, azt követően a nemzetbiztonsági bizottság tagja volt. 2010-ben már az első fordulóban mandátumot szerzett Szombathelyen. 2010-ben a második Orbán-kormány honvédelmi miniszterének jelölték. 2010. május 29-én közvetlenül honvédelmi miniszteri eskütétele után, katonai tiszteletadással fogadták új munkahelyén, a minisztériumban.
A 2014-es országgyűlési választáson újra Szombathely képviselője és a harmadik Orbán-kormány honvédelmi minisztere lett. A kormány nemzetbiztonsági kabinetjének 2015. szeptember 7-i ülésén a Magyar Honvédség tevékenységét a déli határzár építésével kapcsolatban érő kritikák miatt lemondott honvédelmi miniszteri posztjáról. A 2018-as és 2022-es országgyűlési választásokon ismét képviselői mandátumot szerzett a Vas 01. OEVK-ban.

## Családja
1984-ben vette feleségül Stiber Szilvia tanítónőt. Házasságából két ikerlánya született, Borbála és Júlia.  
A nyugat.hu híradása szerint 2013-ban elvált. 2018-ban újra megházasodott, felesége dr. Szajlai Mónika.